# Johann von Brandenburg
Johann von Brandenburg (* um 1263; † 20. oder 21. September 1292 in Eisenach) war Bischof von Havelberg (1290–92). 

## Leben
Johann von Brandenburg war ein Sohn des Markgrafen Johann II. von Brandenburg und seiner Gattin Hedwig von Werle. 1290 wurde er vom Propst und zwei Domherren des Havelberger Kapitels „via compromissi“ zum Bischof nominiert. Papst Nikolaus IV. verwarf dies am 5. Dezember 1290 wegen mangelnden Alters (jünger als 30 Jahre) und providierte anstelle von Johann dessen Onkel Hermann von Brandenburg, Sohn des Markgrafen Johann I., Halbbruder des Erzbischofs Erich von Brandenburg, jüngster Sohn des Markgrafen aus dessen erster Ehe mit Sophia von Dänemark.
Als Hermann schon vor der Konsekration Mitte August 1291 starb, präsentierte die markgräfliche Familie erneut Johann. Er wurde vermutlich am 9. Oktober 1291 durch seinen Onkel, den Erzbischof Erich von Brandenburg, konsekriert. Johann gehörte dem Kreis der gegen den Herzog von Braunschweig stehenden sächsischen Kirchenfürsten an. Sein Grabmal befindet sich im Dom von Havelberg.